# Stansted Express

Logo Stansted Express

Stansted Express je přímá železniční linka spojující letiště Stansted a nádraží Liverpool Street v centru Londýna. Linku provozuje společnost Greater Anglia.

## Historie
V roce 1986 dokončil British Rail elektrifikaci tratě West Anglia Main Line z Bishop's Stortford do Cambridge. Součástí tohoto projektu byla také výstavba nové železniční "trojúhelníkové" křižovatky u města Stansted Mountfitchet, která umožnila jízdu přímých vlaků z Londýna na letiště London Stansted. Vlaky s cestujícími začaly na letiště jezdit v roce 1991 při příležitosti otevření nové odbavovací haly. 
Po privatizaci British Rail v roce 1996 byla linka Stansted Express provozována společností West Anglia Great Northern, po výběrovém řízení v roce 2004 ji provozovala společnost One (později přejmenovaná na National Express East Anglia) a od roku 2012 až do současnosti je jejím provozovatelem Greater Anglia.

## Provoz a tarif
Na rozdíl od Heathrow Express a Gatwick Express zastavují vlaky Stansted Express i v několika stanicích mezi letištěm a Londýnem. Nejvýznamnější z nich je Tottenham Hale, kde je možné přestoupit na přípojné vlaky do Stratfordu a také na metro Victoria Line. Vlaky jezdí od 4:00 do 1:00 a nejkratší interval je 15 minut. Cesta z letiště až do centra Londýna trvá od 47 do 56 minut v závislosti na počtu mezistanic.
Na lince Stansted Express platí zvláštní tarif, Oyster card nebo bezkontaktní platební kartu lze pro platbu za jízdné použít pouze v úseku Liverpool Street – Tottenham Hale. Na palubě vlaků se nacházejí tři cestovní třídy: Standard, First a Bussines Plus. Je možné zakoupit jednosměrné, zpáteční i skupinové jízdenky.

## Vozový park
Během téměř třiceti let provozu se na lince Stansted Express vystřídaly různé typy vlakových souprav. Provoz zahajovaly jednotky řady 322, které byly později vystřídány staršími jednotkami 317/7 a 317/8. Od roku 2011 zajišťují provoz osmi až dvanáctivozové jednotky Bombardier Electrostar řady 379. V červenci roku 2020 začala na lince Stansted Express jezdit první z desíti jednotek Stadler FLIRT řady 745.

## Galerie

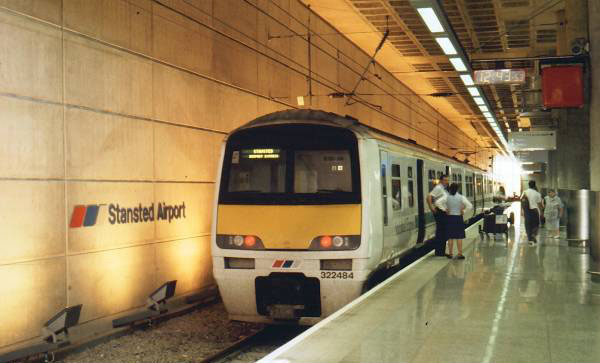
Stanice Stansted Airport a jednotka řady 322
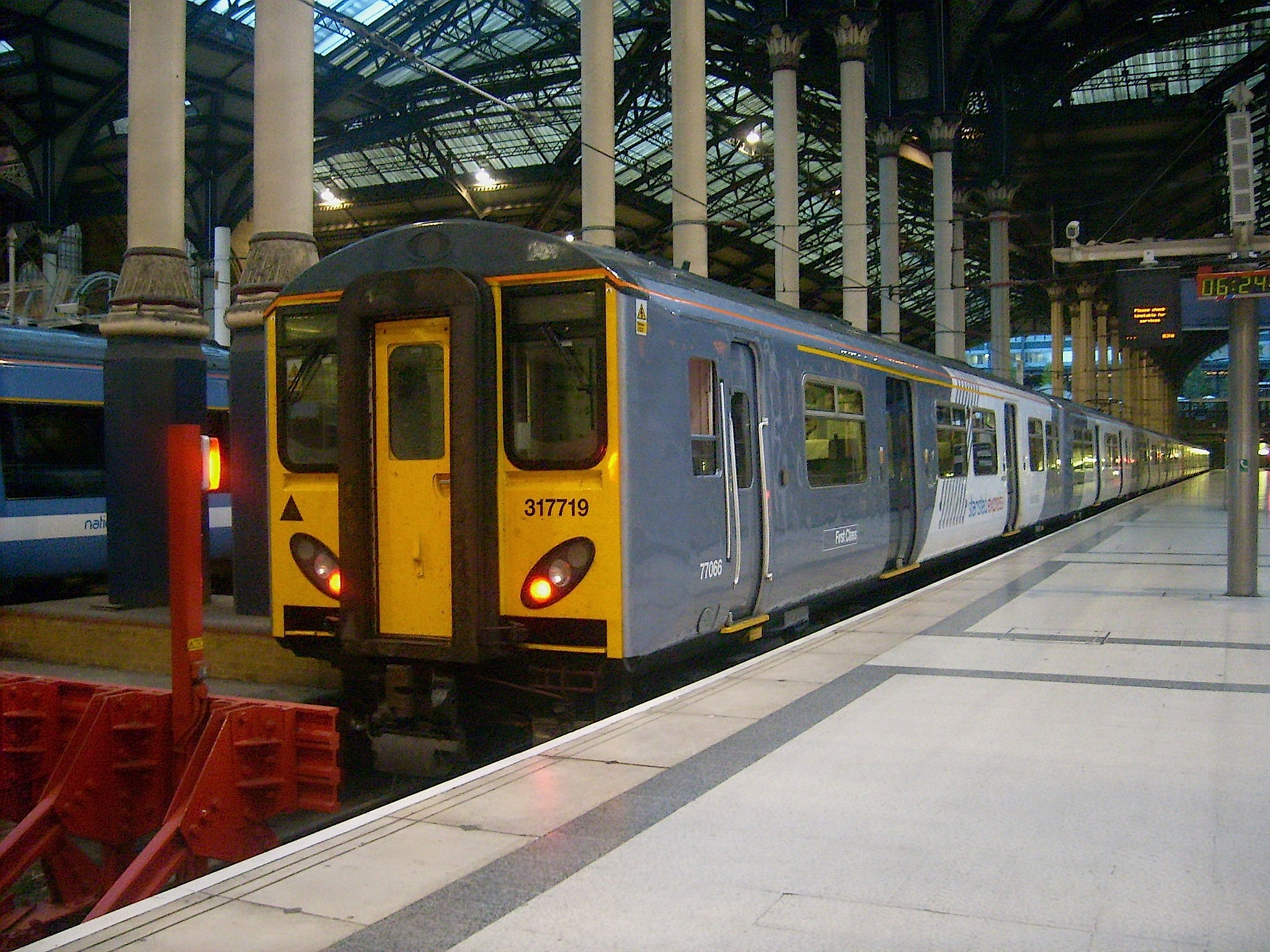
Jednotka řady 317/7 ve stanici Liverpool Street
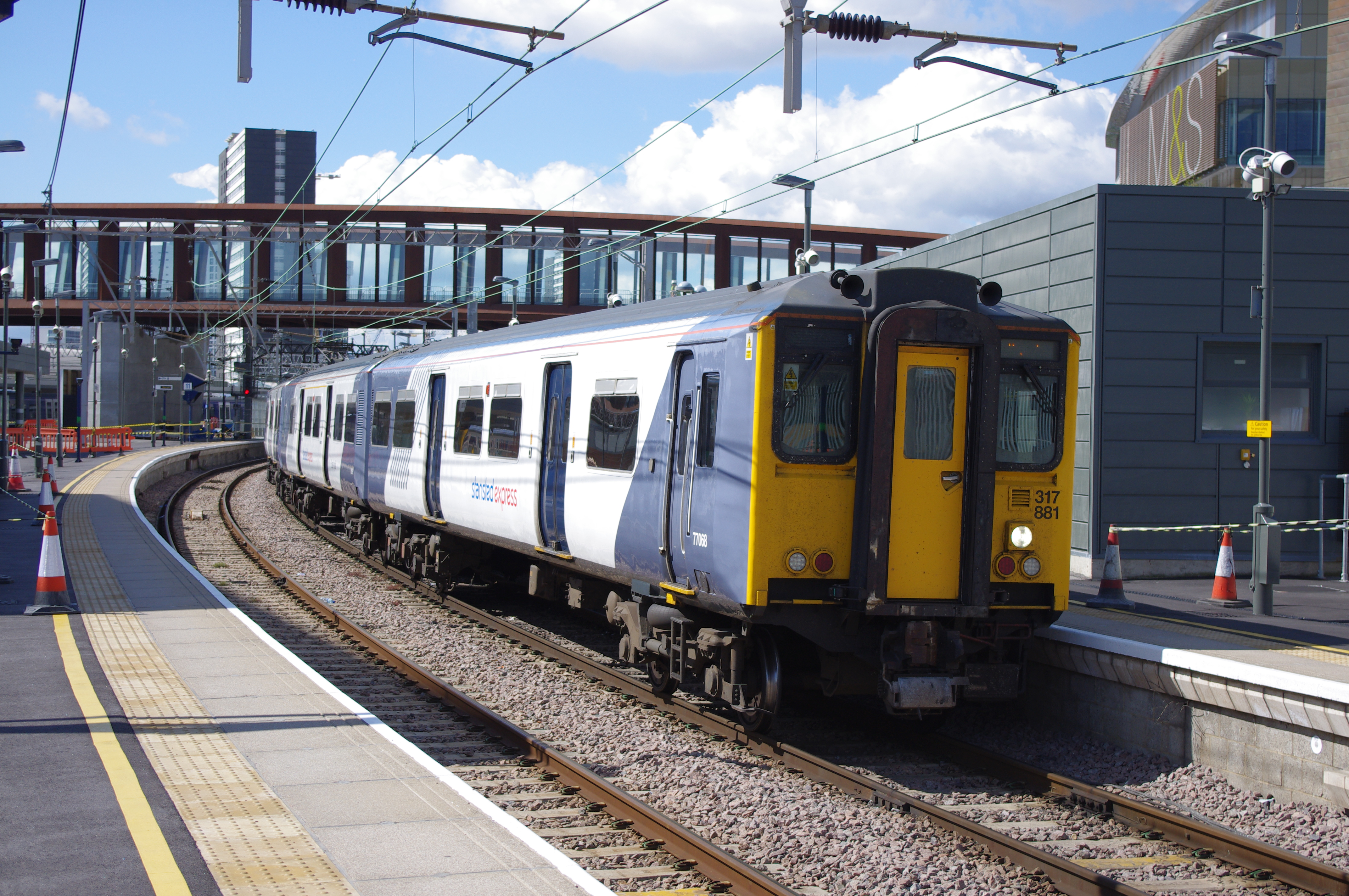
Jednotka řady 317/8 ve Stratfordu
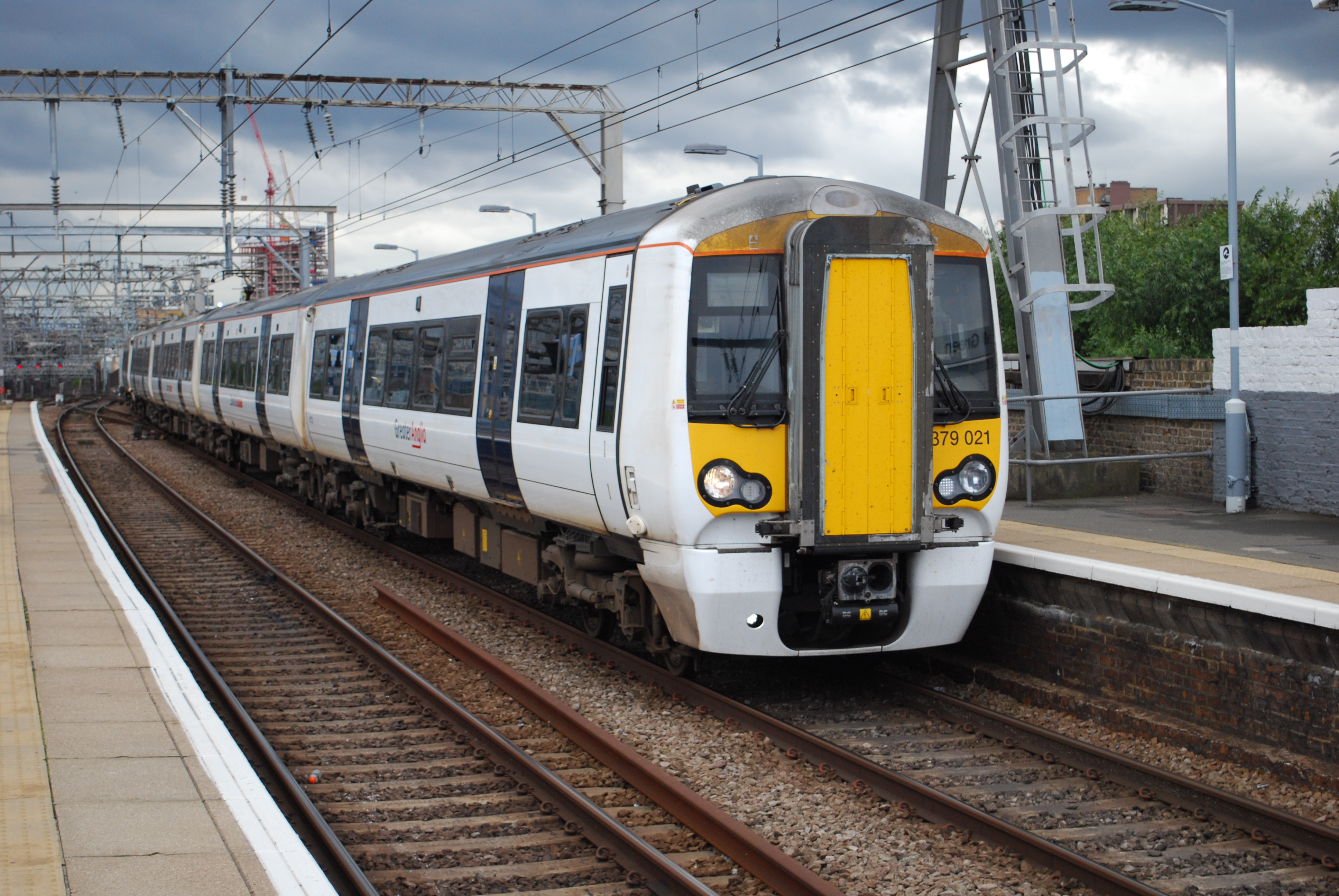
Bombardier Electrostar (řada 379) ve stanici Bethnal Green
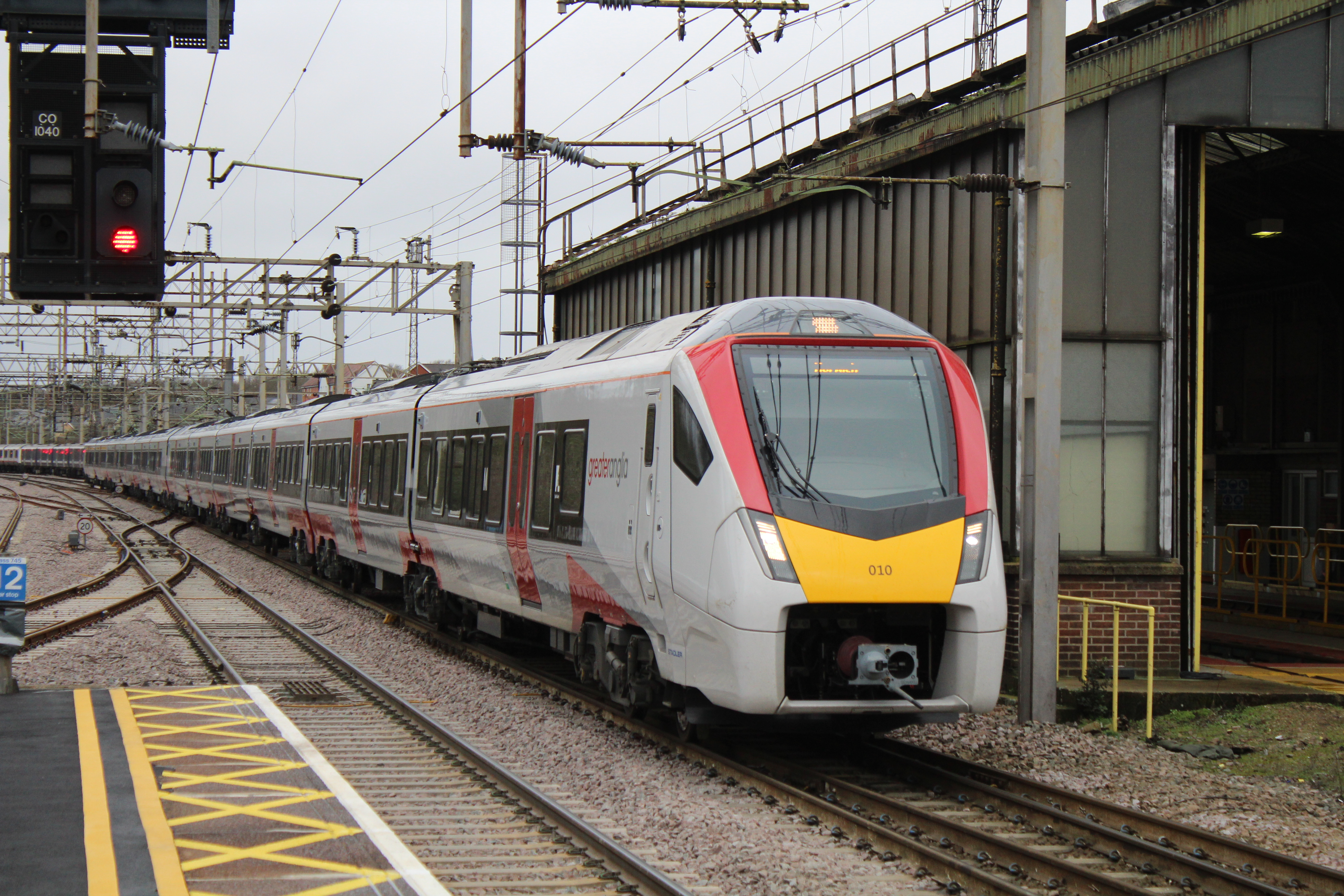
Stadler FLIRT (řada 745) přijíždí do Colchesteru